# Metopius transcaspicus
Metopius transcaspicus là một loài tò vò trong họ Ichneumonidae.